# Złota Malina za najgorszy film
Złota Malina za Najgorszy film – coroczna nagroda dla najgorszego filmu roku, przyznawana podczas ceremonii rozdania Złotych Malin.

## Wyróżnieni w poszczególnych latach

### 1980–1989
| Rok                             | Film                                                    | Wytwórnia – producent |
| ------------------------------- | ------------------------------------------------------- | --------------------- |
| 1980 (1.)                       |                                                         |                       |
| Can’t Stop the Music            | AFD – Allan Carr                                        |                       |
| Zadanie specjalne               | Lorimar, United Artists – Jerry Weintraub               |                       |
| Wzór                            | MGM, UA – Steve Shagan                                  |                       |
| Piątek 13.                      | Paramount – Sean S. Cunningham                          |                       |
| The Jazz Singer                 | AFD – Jerry Leider                                      |                       |
| Naga bomba                      | Universal – Jennings Lang                               |                       |
| Podnieść Titanica               | AFD – William Frye                                      |                       |
| Saturn 3                        | AFD – Stanley Donen                                     |                       |
| Okna                            | UA – Mike Lobell                                        |                       |
| Xanadu                          | Universal – Lawrence Gordon                             |                       |
| 1981 (2.)                       |                                                         |                       |
| Najdroższa mamusia              | Paramount – Frank Yablans                               |                       |
| Niekończąca się miłość          | Universal, PolyGram – Dyson Lovell                      |                       |
| Wrota niebios                   | UA – Joann Carelli                                      |                       |
| Legenda o samotnym jeźdźcu      | Universal, AFD – Walter Coblenz                         |                       |
| Tarzan – człowiek małpa         | MGM, UA – John Derek                                    |                       |
| 1982 (3.)                       |                                                         |                       |
| Inchon                          | MGM – Mitsuharu Ishii                                   |                       |
| Annie                           | Columbia – Ray Stark                                    |                       |
| Motylek                         | Analysis – Matt Cimber                                  |                       |
| Megaforce                       | 20th Century Fox – Albert S. Ruddy                      |                       |
| Film o piratach                 | 20th Century Fox – David Joseph                         |                       |
| 1983 (4.)                       |                                                         |                       |
| Kobieta samotna                 | Universal – Robert R. Weston                            |                       |
| Przygody Herkulesa              | MGM, UA, Cannon – Golan-Globus                          |                       |
| Szczęki 3                       | Universal – Rupert Hitzig                               |                       |
| Stroker Ace                     | Warner Bros., Universal – Hank Moonjean                 |                       |
| W swoim rodzaju                 | 20th Century Fox – Roger M. Rothstein, Joe Wizan        |                       |
| 1984 (5.)                       |                                                         |                       |
| Bolero                          | Cannon – Bo Derek                                       |                       |
| Wyścig armatniej kuli II        | Warner Bros. – Albert S. Ruddy                          |                       |
| Kryształ górski                 | 20th Century Fox – Marvin Worth, Howard Smith           |                       |
| Sheena: królowa dżungli         | Columbia – Paul Aratow                                  |                       |
| Gdzie są ci chłopcy             | TriStar – Allan Carr                                    |                       |
| 1985 (6.)                       |                                                         |                       |
| Rambo II                        | TriStar, Carolco – Buzz Feitshans                       |                       |
| Gorączka hazardu                | MGM, UA – Freddie Fields                                |                       |
| Rewolucja                       | Warner Bros. – Irwin Winkler                            |                       |
| Rocky IV                        | MGM, UA – Irwin Winkler, Robert Chartoff                |                       |
| Rok smoka                       | MGM, UA – Dino De Laurentiis                            |                       |
| 1986 (7.)                       |                                                         |                       |
| Kaczor Howard                   | Universal – Gloria Katz                                 |                       |
| Zakazana miłość                 | Warner Bros. – Bob Cavallo, Joe Ruffalo, Steve Fargnoli |                       |
| Smutne miasto                   | Paramount – William L. Hayward, Walter Hill             |                       |
| Cobra                           | Warner Bros., Cannon – Golan-Globus                     |                       |
| Niespodzianka z Szanghaju       | MGM – John Kohn                                         |                       |
| 1987 (8.)                       |                                                         |                       |
| Leonard, część 6                | Columbia – Bill Cosby                                   |                       |
| Ishtar                          | Columbia – Warren Beatty                                |                       |
| Szczęki 4: Zemsta               | Universal – Joseph Sargent                              |                       |
| Twardziele nie tańczą           | Cannon – Golan-Globus                                   |                       |
| Kim jest ta dziewczyna?         | Warner Bros. – Rosilyn Heller, Bernard Williams         |                       |
| 1988 (9.)                       |                                                         |                       |
| Koktajl                         | Touchstone – Ted Field, Robert W. Cort                  |                       |
| Golfiarze II                    | Warner Bros. – Neil Canton, Jon Peters, Peter Guber     |                       |
| Koń mądrzejszy od jeźdzca       | Warner Bros. – Steve Tisch                              |                       |
| Mac i ja                        | Orion – R.J. Louis                                      |                       |
| Rambo III                       | TriStar, Carolco – Buzz Feitshans                       |                       |
| 1989 (10.)                      |                                                         |                       |
| Star Trek V: Ostateczna granica | Paramount – Harve Bennett                               |                       |
| Karate Kid III                  | Columbia – Jerry Weintraub                              |                       |
| Osadzony                        | TriStar, Carolco – Charles Gordon, Lawrence Gordon      |                       |
| Wykidajło                       | UA – Joel Silver                                        |                       |
| Wyścig armatniej kuli 3         | Orion – Murray Shostack                                 |                       |

### 1990–1999
| Rok                                     | Film                                                                   | Wytwórnia – producent |
| --------------------------------------- | ---------------------------------------------------------------------- | --------------------- |
| 1990 (11.)                              |                                                                        |                       |
| Przygody Forda Fairlane’a               | 20th Century Fox – Steven Perry, Joel Silver                           |                       |
| Duchy tego nie robią                    | Triumph – Bo Derek                                                     |                       |
| Fajerwerki próżności                    | Warner Bros. – Brian De Palma                                          |                       |
| Graffiti Bridge                         | Warner Bros. – Randy Phillips, Craig Rice                              |                       |
| Rocky V                                 | UA – Robert Chartoff, Irwin Winkler                                    |                       |
| 1991 (12.)                              |                                                                        |                       |
| Hudson Hawk                             | TriStar – Joel Silver                                                  |                       |
| Miłość w rytmie rap                     | Universal – Carolyn Pfeiffer, Lionel Wingram                           |                       |
| Dice Rules                              | Seven Arts – Loucas George                                             |                       |
| Same kłopoty                            | Warner Bros. – Lester Berman, Robert K. Weiss                          |                       |
| Powrót do błękitnej laguny              | Columbia – William A. Graham                                           |                       |
| 1992 (13.)                              |                                                                        |                       |
| Światło w mroku                         | 20th Century Fox – Carol Baum, Howard Rosenman                         |                       |
| Bodyguard                               | Warner Bros. – Kevin Costner, Lawrence Kasdan, Jim Wilson              |                       |
| Kolumb odkrywca                         | Warner Bros. – Alexander Salkind, Ilya Salkind                         |                       |
| Diagnoza zbrodni                        | 20th Century Fox – Paul Junger Witt, Charles Roven, Tony Thomas        |                       |
| Gazeciarze                              | Disney – Michael Finnell                                               |                       |
| 1993 (14.)                              |                                                                        |                       |
| Niemoralna propozycja                   | Paramount – Sherry Lansing                                             |                       |
| Sidła miłości                           | Metro-Goldwyn-Mayer, UA – Dino De Laurentiis                           |                       |
| Na krawędzi                             | TriStar, Carolco – Renny Harlin, Alan Marshall                         |                       |
| Bohater ostatniej akcji                 | Columbia – John McTiernan, Stephen J. Roth                             |                       |
| Sliver                                  | Paramount – Robert Evans                                               |                       |
| 1994 (15.)                              |                                                                        |                       |
| Barwy nocy                              | Hollywood – Buzz Feitshans, David Matalon                              |                       |
| Małolat                                 | Columbia, Castle Rock – Rob Reiner, Alan Zweibel                       |                       |
| Na zabójczej ziemi                      | Warner Bros. – A. Kitman Ho, Julius R. Nasso, Steven Seagal            |                       |
| Specjalista                             | Warner Bros. – Jerry Weintraub                                         |                       |
| Wyatt Earp                              | Warner Bros. – Kevin Costner, Lawrence Kasdan, Jim Wilson              |                       |
| 1995 (16.)                              |                                                                        |                       |
| Showgirls                               | Metro-Goldwyn-Mayer, UA – Charles Evans, Alan Marshall                 |                       |
| Kongo                                   | Paramount – Kathleen Kennedy, Sam Mercer                               |                       |
| It’s Pat                                | Touchstone – Charles B. Wessler                                        |                       |
| Szkarłatna litera                       | Hollywood – Roland Joffé, Andrew G. Vajna                              |                       |
| Wodny świat                             | Universal – Kevin Costner, John Davis, Charles Gordon, Lawrence Gordon |                       |
| 1996 (17.)                              |                                                                        |                       |
| Striptiz                                | Columbia, Castle Rock – Andrew Bergman, Mike Lobell                    |                       |
| Żyleta                                  | PolyGram, Gramery – Todd Moyer, Mike Richardson, Brad Wyman            |                       |
| Małpa na boisku                         | Universal – Rosalie Swedlin                                            |                       |
| Wyspa doktora Moreau                    | New Line Cinema – Edward R. Pressman                                   |                       |
| Świat według głupich                    | New Line Cinema, Savoy – Leslie Belzberg                               |                       |
| 1997 (18.)                              |                                                                        |                       |
| Wysłannik przyszłości                   | Warner Bros. – Kevin Costner, Steve Tisch, Jim Wilson                  |                       |
| Anakonda                                | Columbia – Verna Harrah, Carole Little, Leonard Rabinowitz             |                       |
| Batman i Robin                          | Warner Bros. – Peter MacGregor-Scott                                   |                       |
| W morzu ognia                           | Warner Bros. – Julius R. Nasso, Steven Seagal                          |                       |
| Speed 2: Wyścig z czasem                | 20th Century Fox – Jan de Bont, Steve Perry, Michael Peyser            |                       |
| 1998 (19.)                              |                                                                        |                       |
| Spalić Hollywood                        | Hollywood – Ben Myron, Joe Eszterhas                                   |                       |
| Armageddon                              | Touchstone – Michael Bay, Jerry Bruckheimer                            |                       |
| Rewoler i melonik                       | Warner Bros. – Jerry Weintraub                                         |                       |
| Godzilla                                | TriStar – Roland Emmerich, Dean Devlin                                 |                       |
| Spice World                             | Columbia – Uri Fruchtan, Mark L. Rosen, Barnaby Thompson               |                       |
| 1999 (20.)                              |                                                                        |                       |
| Bardzo dziki zachód                     | Warner Bros. – Jon Peters, Barry Sonnenfeld                            |                       |
| Supertata                               | Columbia – Sidney Ganis, Jack Giarraputo                               |                       |
| Blair Witch Project                     | Artisan – Robin Cowie, Gregg Hale                                      |                       |
| Nawiedzony                              | DreamWorks – Susan Arthur, Donna Roth, Colin Wilson                    |                       |
| Gwiezdne wojny: część I – Mroczne widmo | 20th Century Fox – Rick McCallum, George Lucas                         |                       |

### 2000–2009
| Rok                                      | Film | Wytwórnia – producent |
| ---------------------------------------- | --- | --------------------- |
| 2000 (21.)                               | |                       |
| Bitwa o Ziemię                           | Warner Bros., Franchise – Jonathan D. Krane, Elie Samaha, John Travolta                                                             |                       |
| Księga cieni: Blair Witch 2              | Artisan – Bill Carraro |                       |
| Flintstonowie: Niech żyje Rock Vegas!    | Universal – Bruce Cohen |                       |
| Mały Nicky                               | New Line Cinema – Jack Giarraputo, Robert Simonds                                                                                   |                       |
| Układ prawie idealny                     | Paramount – Leslie Dixon, Linne Radmin, Tom Rosenberg                                                                               |                       |
| 2001 (22.)                               | |                       |
| Luźny gość                               | 20th Century Fox – Larry Brezner, Howard Lapides, Lauren Lloyd                                                                      |                       |
| Wyścig                                   | Warner Bros., Franchise – Renny Harlin, Elie Samaha, Sylvester Stallone                                                             |                       |
| Glitter                                  | 20th Century Fox, Columbia – Laurence Mark, E. Bennett Walsh                                                                        |                       |
| Pearl Harbor                             | Touchstone – Michael Bay, Jerry Bruckheimer                                                                                         |                       |
| 3000 mil do Graceland                    | Warner Bros., Franchise – Demian Lichtenstein, Eric Manes, Elie Samaha, Richard Spero, Andrew Stevens                               |                       |
| 2002 (23.)                               | |                       |
| Rejs w nieznane                          | Screen Gems – Matthew Vaughn |                       |
| Pluto Nash                               | Warner Bros. – Martin Bregman, Michael Scott Bregman, Louis A. Stroller                                                             |                       |
| Crossroads – Dogonić marzenia            | Paramount – Ann Carli |                       |
| Pinokio                                  | Miramax – Gianluigi Braschi, Nicoletta Braschi, Elda Ferri                                                                          |                       |
| Gwiezdne wojny: część II – Atak klonów   | 20th Century Fox – Rick McCallum, George Lucas                                                                                      |                       |
| 2003 (24.)                               | |                       |
| Gigli                                    | Columbia, Revolution – Martin Brest, Casey Silver                                                                                   |                       |
| Kot                                      | Universal, DreamWorks – Brian Grazer                                                                                                |                       |
| Aniołki Charliego: Zawrotna szybkość     | Columbia – Drew Barrymore, Leonard Goldberg, Nancy Juvonen                                                                          |                       |
| Justin i Kelly                           | 20th Century Fox – John Steven Agoglia                                                                                              |                       |
| Prawdziwe Cancun                         | New Line Cinema – Mary-Ellis Bunim, Jonathan Murray, Jamie Schutz, Rick de Oliveira                                                 |                       |
| 2004 (25.)                               | |                       |
| Kobieta-Kot                              | Warner Bros. – Denise Di Novi, Edward McDonnell                                                                                     |                       |
| Aleksander                               | Warner Bros. – Moritz Borman, Jon Kilik, Thomas Schuhly, Iain Smith                                                                 |                       |
| Superdzieciaki: Geniusze w pieluchach II | Triumph – Steven Paul |                       |
| Przetrwać święta                         | DreamWorks – Betty Thomas, Jenno Topping                                                                                            |                       |
| Agenci bardzo specjalni                  | Columbia, Revolution – Rick Alvarez, Lee R. Mayes, Keenen Ivory Wayans, Marlon Wayans, Shawn Wayans                                 |                       |
| 2005 (26.)                               | |                       |
| Dirty Love                               | First Look Pictures – John Mallory Asher, BJ Davis, Rod Hamilton, Kimberley Kates, Michael Manasseri, Jenny McCarthy, Trent Walford |                       |
| Deuce Bigalow: Boski żigolo w Europie    | Columbia – Adam Sandler, Rob Schneider                                                                                              |                       |
| Diukowie Hazzardu                        | Warner Bros., Village Roadshow – Bill Gerber                                                                                        |                       |
| Dom woskowych ciał                       | Warner Bros., Village Roadshow – Susan Levin, Joel Silver, Robert Zemeckis                                                          |                       |
| Dziedzic maski                           | New Line Cinema – Erica Huggins, Scott Kroopf                                                                                       |                       |
| 2006 (27.)                               | |                       |
| Nagi instynkt 2                          | Metro-Goldwyn-Mayer, C2 – Mario Kassar, Joel B. Michaels, Andrew G. Vajna                                                           |                       |
| BloodRayne                               | Romar Entertainment – Uwe Boll, Dan Clarke, Wolfgang Herrold                                                                        |                       |
| Kobieta w błękitnej wodzie               | Warner Bros. – Sam Mercer, José L. Rodriguez, M. Night Shyamalan                                                                    |                       |
| Mały                                     | Columbia, Revolution – Rick Alvares, Lee Mays, Marlon Wayans, Shawn Wayans                                                          |                       |
| Kult                                     | Warner Bros. – Nicolas Cage, Randall Emmett, Norm Golightly, Avi Lerner, Joanne Sellar                                              |                       |
| 2007 (28.)                               | |                       |
| Wiem, kto mnie zabił                     | TriStar – David Grace, Frank Mancuso Jr.                                                                                            |                       |
| Bratz                                    | Lions Gate – Avi Arad, Isaac Larian, Steven Paul                                                                                    |                       |
| Małolaty na obozie                       | TriStar, Revolution – Matt Berenson, John Davis, Wyck Godfrey                                                                       |                       |
| Państwo młodzi: Chuck i Larry            | Universal – Adam Sandler, Tom Shadyac                                                                                               |                       |
| Norbit                                   | DreamWorks – John Davis, Eddie Murphy, Michael Tollin                                                                               |                       |
| 2008 (29.)                               | |                       |
| Guru miłości                             | Paramount – Gary Barber, Michael DeLuca, Mike Myers                                                                                 |                       |
| Totalny kataklizm / Poznaj moich Spartan | Lions Gate / 20th Century Fox – Jason Friedberg, Peter Safran, Aaron Seltzer                                                        |                       |
| Zdarzenie                                | 20th Century Fox – Barry Mendel, Sam Mercer, M. Night Shyamalan                                                                     |                       |
| Muza i meduza                            | Regent Releasing – Hadeel Reda |                       |
| Dungeon Siege: W imię króla              | Boll KG, Brightlight Pictures – Uwe Boll, Dan Clarke, Wolfgang Herrold, Shawn Williamson                                            |                       |
| 2009 (30.)                               | |                       |
| Transformers: Zemsta upadłych            | Paramount, DreamWorks, Hasbro – Lorenzo di Bonaventura, Ian Bryce, Tom DeSanto, Don Murphy                                          |                       |
| Wszystko o Stevenie                      | 20th Century Fox – Sandra Bullock, Mary McLaglen                                                                                    |                       |
| Stare wygi                               | Disney – Peter Abrams, Robert Levy, Andrew Panay                                                                                    |                       |
| G.I. Joe: Czas Kobry                     | Paramount, Hasbro – Lorenzo di Bonaventura, Bob Ducsay, Brian Goldner                                                               |                       |
| Zaginiony ląd                            | Universal – Sid i Marty Krofft, Jimmy Miller                                                                                        |                       |

### 2010–2019
| Rok                                                           | Film | Wytwórnia – producent |
| ------------------------------------------------------------- | --- | --------------------- |
| 2010 (31.)                                                    | |                       |
| Ostatni władca wiatru                                         | Paramount, Nickelodeon – Frank Marshall, Kathleen Kennedy, Sam Mercer, M. Night Shyamalan                                     |                       |
| Dorwać byłą                                                   | Columbia – Neal H. Moritz |                       |
| Seks w wielkim mieście 2                                      | New Line Cinema, HBO Films, Village Roadshow – Michael Patrick King, John Melfi, Sarah Jessica Parker, Darren Star            |                       |
| Saga „Zmierzch”: Zaćmienie                                    | Summit – Wyck Godfrey, Karen Rosenfelt                                                                                        |                       |
| Wampiry i świry                                               | 20th Century Fox – Jason Friedberg, Peter Safran, Aaron Seltzer                                                               |                       |
| 2011 (32.)                                                    | |                       |
| Jack i Jill                                                   | Columbia – Todd Garner, Jack Giarraputo, Adam Sandler                                                                         |                       |
| Bucky Larson: Urodzony gwiazdor                               | Columbia – Barry Bernardi, Allen Covert, David Dorfman, Jack Giarraputo                                                       |                       |
| Sylwester w Nowym Jorku                                       | Warner Bros., New Line Cinema – Mike Karz, Garry Marshall, Wayne Allan Rice                                                   |                       |
| Transformers 3                                                | Paramount – Lorenzo di Bonaventura, Ian Bryce, Tom DeSanto, Don Murphy                                                        |                       |
| Saga „Zmierzch”: Przed świtem – część 1                       | Summit – Wyck Godfrey, Stephenie Meyer, Karen Rosenfelt                                                                       |                       |
| 2012 (33.)                                                    | |                       |
| Saga „Zmierzch”: Przed świtem – część 2                       | Summit – Wyck Godfrey, Stephenie Meyer, Karen Rosenfelt                                                                       |                       |
| Battleship: Bitwa o Ziemię                                    | Universal – Sarah Aubrey, Peter Berg, Brian Goldner, Duncan Henderson, Bennett Schneir, Scott Stuber                          |                       |
| Spadaj, tato                                                  | Columbia – Allen Covert, Jack Giarraputo, Heather Parry, Adam Sandler                                                         |                       |
| Tysiąc słów                                                   | Paramount, DreamWorks – Nicolas Cage, Alain Chabat, Stephanie Danan, Norman Golightly, Brian Robbins, Sharla Sumpter Bridgett |                       |
| The Oogieloves in the Big Balloon Adventure                   | Lions Gate, Romar Entertainment, Kenn Viselman Presents – Gayle Dickie, Kenn Viselman                                         |                       |
| Kikoriki: Team Invincible                                     | Columbia Pictures, Petersburg Animation Studio, Ilya Popov, Anatoliy Prohorov, Timur Bekmambetov                              |                       |
| 2013 (34.)                                                    | |                       |
| Movie 43                                                      | Relativity Media – Peter Farrelly, Ryan Kavanaugh, John Penotti, Charles B. Wessler                                           |                       |
| 1000 lat po Ziemi                                             | Columbia – James Lassiter, Caleeb Pinkett, Jada Pinkett Smith, M. Night Shyamalan, Will Smith                                 |                       |
| Jeszcze większe dzieci                                        | Columbia – Jack Giarraputo, Adam Sandler                                                                                      |                       |
| Jeździec znikąd                                               | Disney – Jerry Bruckheimer, Gore Verbinski                                                                                    |                       |
| A Madea Christmas                                             | Lions Gate – Ozzie Areu, Matt Moore, Tyler Perry                                                                              |                       |
| 2014 (35.)                                                    | |                       |
| Saving Christmas                                              | Samuel Goldwyn – Darren Doane, Raphi Henley, Amanda Rosser, David Shannon                                                     |                       |
| Czasy ostateczne: Pozostawieni                                | Freestyle, eOne – Michael Walker, Paul LaLonde                                                                                |                       |
| Legenda Herkulesa                                             | Summit – Bo’az Dawidson, Renny Harlin, Danny Lerner, Les Weldon                                                               |                       |
| Wojownicze żółwie ninja                                       | Paramount, Nickelodeon, Platinum Dunes – Michael Bay, Ian Bryce, Andrew Form, Bradley Fuller, Scott Mednick, Galen Walker     |                       |
| Transformers: Wiek zagłady                                    | Paramount – Ian Bryce, Tom DeSanto, Lorenzo di Bonaventura, Don Murphy                                                        |                       |
| 2015 (36.)                                                    | |                       |
| Fantastyczna Czwórka                                          | 20th Century Fox – Simon Kinberg, Matthew Vaughn, Hutch Parker, Robert Kulzer, Gregory Goodman                                |                       |
| Pięćdziesiąt twarzy Greya                                     | Universal, Focus Features – Michael De Luca, Dana Brunetti, E.L. James                                                        |                       |
| Jupiter: Intronizacja                                         | Warner Bros. – Grant Hill, Lana i Lilly Wachowski                                                                             |                       |
| Oficer Blart w Las Vegas                                      | Columbia – Todd Garner, Kevin James, Adam Sandler                                                                             |                       |
| Piksele                                                       | Columbia – Adam Sandler, Chris Columbus, Mark Radcliffe, Allen Covert                                                         |                       |
| 2016 (37.)                                                    | |                       |
| Hillary’s America: The Secret History of the Democratic Party | Quality Flix – Gerald R. Molen                                                                                                |                       |
| Batman v Superman: Świt sprawiedliwości                       | Warner Bros. – Charles Roven, Deborah Snyder                                                                                  |                       |
| Bogowie Egiptu                                                | Summit Entertainment – Basil Iwanyk, Alex Proyas                                                                              |                       |
| Co ty wiesz o swoim dziadku?                                  | Lionsgate – Bill Block, Michael Simkin, Jason Barrett, Barry Josephson                                                        |                       |
| Dzień Niepodległości: Odrodzenie                              | 20th Century Fox – Dean Devlin, Harald Kloser, Roland Emmerich                                                                |                       |
| Zoolander 2                                                   | Paramount Pictures – Stuart Cornfeld, Scott Rudin, Ben Stiller, Clayton Townsend                                              |                       |
| 2017 (38.)                                                    | |                       |
| Emotki: Film                                                  | Columbia Pictures – Michelle Raimo Kouyate                                                                                    |                       |
| Baywatch. Słoneczny patrol                                    | Paramount Pictures – Michael Berk, Gregory J. Bonann, Beau Flynn, Ivan Reitman, Douglas Schwartz                              |                       |
| Ciemniejsza strona Greya                                      | Universal Pictures/Focus Features – Dana Brunetti, Michael De Luca, E.L. James, Marcus Viscidi                                |                       |
| Mumia                                                         | Universal Pictures – Sarah Bradshaw, Sean Daniel, Alex Kurtzman, Chris Morgan                                                 |                       |
| Transformers: Ostatni rycerz                                  | Paramount Pictures – Ian Bryce, Lorenzo di Bonaventura, Tom DeSanto, Don Murphy                                               |                       |
| 2018 (39.)                                                    | |                       |
| Holmes i Watson                                               | Columbia Pictures – Will Ferrell, Adam McKay, Jimmy Miller, Clayton Townsend                                                  |                       |
| Gotti                                                         | Vertical Entertainment – Randall Emmett, Marc Fiore, Michael Froch, George Furla                                              |                       |
| Rozpruci na śmierć                                            | STX Entertainment – Ben Falcone, Jeffrey Hayes, Brian Henson, Melissa McCarthy                                                |                       |
| Robin Hood: Początek                                          | Summit Entertainment – Jennifer Davisson, Leonardo DiCaprio                                                                   |                       |
| Winchester: Dom duchów                                        | Lionsgate – Tim McGahan, Brett Tomberlin                                                                                      |                       |
| 2019 (40.)                                                    | |                       |
| Koty                                                          | Universal Pictures – Debra Hayward, Tim Bevan, Eric Fellner, Tom Hooper                                                       |                       |
| Fanatyk                                                       | Quiver Distribution – Bill Kenwright                                                                                          |                       |
| Sharon Tate                                                   | Saban Films – Lucas Jarach, Daniel Farrands, Eric Brenner                                                                     |                       |
| Rodzinny pogrzeb Madei                                        | Lionsgate – Ozzie Areu, Will Areu, Mark E. Swinton                                                                            |                       |
| Rambo: Ostatnia krew                                          | Lionsgate – Avi Lerner, Kevin King Templeton, Yariv Lerner, Les Weldon                                                        |                       |

### 2020–2029
| Rok                      | Film | Wytwórnia – producent |
| ------------------------ | --- | --------------------- |
| 2020 (40.)               | |                       |
| Absolute Proof           | One America News Network – Mary Fanning, Brannon Howse, Mike Lindell                                                                 |                       |
| 365 dni                  | Ekipa – Maciej Kawulski, Ewa Lewandowska, Tomasz Mandes                                                                              |                       |
| Doktor Dolittle          | Universal Pictures – Susan Downey, Jeff Kirschenbaum, Joe Roth                                                                       |                       |
| Wyspa Fantazji           | Columbia Pictures – Jason Blum, Marc Toberoff, Jeff Wadlow                                                                           |                       |
| Music                    | Vertical Entertainment, Landay Entertainment – Vincent Landy, Sia                                                                    |                       |
| 2021 (42.)               | |                       |
| Diana: Musical           | Netflix – David Bryan, Joe DiPietro, Frank Marshall                                                                                  |                       |
| W nieskończoność         | Paramount+, Paramount Pictures – Lorenzo di Bonaventura, Mark Huffam, Stephen Levinson, Mark Vahradian, Mark Wahlberg, John Zaozirny |                       |
| Karen                    | Quiver Distribution – Mary Aloe, Sevier Crespo, „Coke” Daniels, Cory Hardrict, Taryn Manning                                         |                       |
| Kosmiczny mecz: Nowa era | Warner Bros. Pictures – Maverick Carter, Ryan Coogler, Duncan Henderson, LeBron James                                                |                       |
| Kobieta w oknie          | Netflix, 20th Century Studios – Eli Bush, Anthony Katagas, Scott Rudin                                                               |                       |
| 2022 (43.)               | |                       |
| Blondynka                | Netflix – Dede Gardner, Jeremy Kleiner, Brad Pitt                                                                                    |                       |
| Pinokio                  | Disney+, Walt Disney Pictures – Derek Hogue, Andrew Milano, Chris Weitz, Robert Zemeckis                                             |                       |
| Miłego żalu              | Open Road Films – Chris Long, Machine Gun Kelly, Jib Polhemus, Mod Sun                                                               |                       |
| Córka króla              | Gravitas Ventures – David Brookwell, Paul Currie, Wei Han, James Pang Hong, Sean McNamara                                            |                       |
| Morbius                  | Columbia Pictures – Avi Arad, Lucas Foster, Matt Tolmach                                                                             |                       |
| 2023 (44.)               | |                       |
| Puchatek: Krew i miód    | Altitude Film Distribution, Jagged Edge Productions – Scott Jeffrey, Rhys Frake-Waterfield                                           |                       |
| Egzorcysta: Wyznawca     | Universal Pictures – Jason Blum, David C. Robinson, James G. Robinson                                                                |                       |
| Niezniszczalni 4         | Lionsgate Films – Kevin King-Templeton, Les Weldon, Yariv Lerner, Jason Statham                                                      |                       |
| Meg 2: Głębia            | Warner Bros. Pictures – Lorenzo di Bonaventura, Belle Avery                                                                          |                       |
| Shazam! Gniew bogów      | New Line Cinema, Warner Bros. Pictures – Peter Safran                                                                                |                       |
| 2024 (45.)               | |                       |
| Madame Web               | Columbia Pictures – Lorenzo di Bonaventura                                                                                           |                       |
| Borderlands              | Lionsgate Films – Ari Arad, Avi Arad, Erik Feig                                                                                      |                       |
| Joker: Folie à deux      | Warner Bros. Pictures – Scott Silver, Todd Phillips                                                                                  |                       |
| Megalopolis              | Lionsgate Films – Barry Hirsch, Fred Roos, Michael Bederman, Francis Ford Coppola                                                    |                       |
| Reagan                   | ShowBiz Direct – Mark Joseph |                       |

### Wyróżnienia specjalne
| 1990 (10.)                                                      |
| Najgorszy film dekady                                           |
| Najdroższa mamusia                                              |
| Kaczor Howard                                                   |
| Bolero                                                          |
| Kobieta samotna                                                 |
| Star Trek V: Ostateczna granica                                 |
| 2000 (20.)                                                      |
| Najgorszy film dekady                                           |
| Showgirls                                                       |
| Spalić Hollywood                                                |
| Hudson Hawk                                                     |
| Wysłannik przyszłości                                           |
| Striptiz                                                        |
| 2010 (30.)                                                      |
| Najgorszy film dekady                                           |
| Bitwa o Ziemię                                                  |
| Luźny gość                                                      |
| Gigli                                                           |
| Wiem, kto mnie zabił                                            |
| Rejs w nieznane                                                 |
| 2005 (25.)                                                      |
| Najgorszy film dramatyczny ćwierćwiecza                         |
| Bitwa o Ziemię                                                  |
| Kobieta samotna                                                 |
| Najdroższa mamusia                                              |
| Showgirls                                                       |
| Rejs w nieznane                                                 |
| 2005 (25.)                                                      |
| Najgorszy film komediowy ćwierćwiecza                           |
| Gigli                                                           |
| Pluto Nash                                                      |
| Kot                                                             |
| Leonard, część 6                                                |
| Luźny gość                                                      |
| 2005 (25.)                                                      |
| Najgorszy musical ćwierćwiecza                                  |
| Justin i Kelly                                                  |
| Can’t Stop the Music                                            |
| Glitter                                                         |
| Kryształ górski                                                 |
| Spice World                                                     |
| Xanadu                                                          |
| 1997 (18.)                                                      |
| Największy brak szacunku dla życia ludzkiego i cudzej własności |
| Con Air: Lot skazańców                                          |
| Batman i Robin                                                  |
| Zaginiony świat: Jurassic Park                                  |
| Turbulencja                                                     |
| Wulkan                                                          |
| 2002 (23.)                                                      |
| Film dla młodzieży wywołujący największe wzdęcia                |
| Jackass: Świry w akcji                                          |
| Osiem szalonych nocy                                            |
| Crossroads – Dogonić marzenia                                   |
| Scooby-Doo                                                      |
| xXx                                                             |
| 2003 (24.)                                                      |
| Najgorsze usprawiedliwienie dla zrealizowania filmu             |
| Kot                                                             |
| Za szybcy, za wściekli                                          |
| Aniołki Charliego: Zawrotna szybkość                            |
| Justin i Kelly                                                  |
| Prawdziwe Cancun                                                |
| 2006 (27.)                                                      |
| Najgorszy film próbujący uchodzić za kino familijne             |
| RV: Szalone wakacje na kółkach                                  |
| Wesołych świąt                                                  |
| Garfield 2                                                      |
| Śnięty Mikołaj 3: Uciekający Mikołaj                            |
| Na psa urok                                                     |
| 2007 (28.)                                                      |
| Najgorszy film próbujący uchodzić za horror                     |
| Wiem, kto mnie zabił                                            |
| Obcy kontra Predator 2                                          |
| Sadysta                                                         |
| Hannibal: Po drugiej stronie maski                              |
| Hostel II                                                       |
| 2009 (30.)                                                      |
| 3D sprawiające, że widz chce sobie wyłupić oczy                 |
| Ostatni władca wiatru                                           |
| Psy i koty: Odwet Kitty                                         |
| Starcie tytanów                                                 |
| Dziadek do orzechów                                             |
| Piła 3D                                                         |

## Rekordziści
| \| Nominacje \| Wygrane \| Dystrybutor \| \| --------- \| ------- \| ----------------------------------------------- \| \| 1 \| 1 \| Altitude Film Distribution \| \| 1 \| 0 \| Analysis Film Distribution \| \| 2 \| 0 \| Artisan Entertainment \| \| 4 \| 1 \| Associated Film Distribution \| \| 2 \| 0 \| Boll KG \| \| 2 \| 0 \| Brightlight Pictures \| \| 1 \| 1 \| C2 Pictures \| \| 4 \| 1 \| Cannon Films \| \| 4 \| 1 \| Carolco Pictures \| \| 2 \| 1 \| Castle Rock Entertainment \| \| 29 \| 7 \| Columbia Pictures \| \| 1 \| 0 \| Disney+ \| \| 6 \| 1 \| DreamWorks \| \| 1 \| 0 \| Ekipa \| \| 1 \| 0 \| Entertainment One \| \| 1 \| 1 \| First Look Pictures \| \| 1 \| 1 \| Focus Features \| \| 1 \| 0 \| Freestyle Releasing \| \| 1 \| 0 \| Gramercy Pictures \| \| 1 \| 0 \| Gravitas Ventures \| \| 1 \| 0 \| HBO Films \| \| 3 \| 2 \| Hollywood Pictures \| \| 1 \| 0 \| Landay Entertainment \| \| 10 \| 0 \| Lionsgate Films \| \| 1 \| 0 \| Lorimar Productions \| \| 11 \| 3 \| Metro-Goldwyn-Mayer \| \| 1 \| 0 \| Miramax Films \| \| 3 \| 2 \| Netflix \| \| 7 \| 0 \| New Line Cinema \| \| 2 \| 1 \| Nickelodeon Movies \| \| 1 \| 1 \| One America News Network \| \| 1 \| 0 \| Open Road Films \| \| 2 \| 0 \| Orion Pictures \| \| 21 \| 6 \| Paramount Pictures \| \| 1 \| 0 \| Paramount+ \| \| 1 \| 0 \| Platinum Dunes \| \| 2 \| 0 \| PolyGram Filmed Entertainment \| \| 1 \| 1 \| Quality Flix \| \| 2 \| 0 \| Quiver Distribution \| \| 1 \| 0 \| Regent Releasing \| \| 4 \| 1 \| Revolution Studios \| \| 2 \| 0 \| Romar Entertainment \| \| 1 \| 0 \| Saban Films \| \| 1 \| 0 \| Savoy Pictures \| \| 1 \| 1 \| Screen Gems \| \| 1 \| 0 \| Seven Arts Productions \| \| 1 \| 0 \| STX Entertainment \| \| 6 \| 1 \| Summit Entertainment \| \| 1 \| 0 \| Skydance Media \| \| 4 \| 1 \| Touchstone Pictures \| \| 9 \| 3 \| TriStar Pictures \| \| 2 \| 1 \| Triumph Releasing \| \| 19 \| 4 \| 20th Century Studios (dawniej 20th Century Fox) \| \| 13 \| 1 \| United Artists \| \| 22 \| 4 \| Universal Pictures \| \| 2 \| 0 \| Vertical Entertainment \| \| 2 \| 0 \| Village Roadshow Pictures \| \| 4 \| 0 \| Walt Disney Pictures \| \| 38 \| 5 \| Warner Bros. \| | 5 nominacji - DC Comics 4 nominacje - Transformers 3 nominacje - Rambo - Saga „Zmierzch” 2 nominaacje - Blair Witch - Pięćdziesiąt twarzy - Szczęki - Madea - Rocky - Gwiezdne wojny - Jeździec znikąd - Sony’s Spider-Man Universe |                                                 |
| Nominacje | Wygrane | Dystrybutor                                     |
| 1 | 1 | Altitude Film Distribution                      |
| 1 | 0 | Analysis Film Distribution                      |
| 2 | 0 | Artisan Entertainment                           |
| 4 | 1 | Associated Film Distribution                    |
| 2 | 0 | Boll KG                                         |
| 2 | 0 | Brightlight Pictures                            |
| 1 | 1 | C2 Pictures                                     |
| 4 | 1 | Cannon Films                                    |
| 4 | 1 | Carolco Pictures                                |
| 2 | 1 | Castle Rock Entertainment                       |
| 29 | 7 | Columbia Pictures                               |
| 1 | 0 | Disney+                                         |
| 6 | 1 | DreamWorks                                      |
| 1 | 0 | Ekipa                                           |
| 1 | 0 | Entertainment One                               |
| 1 | 1 | First Look Pictures                             |
| 1 | 1 | Focus Features                                  |
| 1 | 0 | Freestyle Releasing                             |
| 1 | 0 | Gramercy Pictures                               |
| 1 | 0 | Gravitas Ventures                               |
| 1 | 0 | HBO Films                                       |
| 3 | 2 | Hollywood Pictures                              |
| 1 | 0 | Landay Entertainment                            |
| 10 | 0 | Lionsgate Films                                 |
| 1 | 0 | Lorimar Productions                             |
| 11 | 3 | Metro-Goldwyn-Mayer                             |
| 1 | 0 | Miramax Films                                   |
| 3 | 2 | Netflix                                         |
| 7 | 0 | New Line Cinema                                 |
| 2 | 1 | Nickelodeon Movies                              |
| 1 | 1 | One America News Network                        |
| 1 | 0 | Open Road Films                                 |
| 2 | 0 | Orion Pictures                                  |
| 21 | 6 | Paramount Pictures                              |
| 1 | 0 | Paramount+                                      |
| 1 | 0 | Platinum Dunes                                  |
| 2 | 0 | PolyGram Filmed Entertainment                   |
| 1 | 1 | Quality Flix                                    |
| 2 | 0 | Quiver Distribution                             |
| 1 | 0 | Regent Releasing                                |
| 4 | 1 | Revolution Studios                              |
| 2 | 0 | Romar Entertainment                             |
| 1 | 0 | Saban Films                                     |
| 1 | 0 | Savoy Pictures                                  |
| 1 | 1 | Screen Gems                                     |
| 1 | 0 | Seven Arts Productions                          |
| 1 | 0 | STX Entertainment                               |
| 6 | 1 | Summit Entertainment                            |
| 1 | 0 | Skydance Media                                  |
| 4 | 1 | Touchstone Pictures                             |
| 9 | 3 | TriStar Pictures                                |
| 2 | 1 | Triumph Releasing                               |
| 19 | 4 | 20th Century Studios (dawniej 20th Century Fox) |
| 13 | 1 | United Artists                                  |
| 22 | 4 | Universal Pictures                              |
| 2 | 0 | Vertical Entertainment                          |
| 2 | 0 | Village Roadshow Pictures                       |
| 4 | 0 | Walt Disney Pictures                            |
| 38 | 5 | Warner Bros.                                    |

### Wielokrotnie nagrodzeni i nominowani producenci
2 wygrane
- Michael De Luca
- Lorenzo di Bonaventura
- Bo Derek
- Buzz Feitshans
- Frank Marshall
- Joel Silver
- Matthew Vaughn

8 nominacji
- Lorenzo di Bonaventura

7 nominacji
- Adam Sandler

6 nominacji
- Jack Giarraputo

5 nominacji
- Ian Bryce

4 nominacje
- Kevin Costner
- Tom DeSanto
- Don Murphy
- Joel Silver
- Jerry Weintraub

3 nominacje
- Avi Arad
- Michael Bay
- Jerry Bruckheimer
- Allen Covert
- Michael De Luca
- Bo Derek
- Buzz Feitshans
- Joram Globus
- Wyck Godfrey
- Menahem Golan
- Lawrence Gordon
- Renny Harlin
- Karen Rosenfelt
- Peter Safran
- Elie Samaha
- Jim Wilson
- Irwin Winkler

2 nominacje
- Rick Alvarez
- Ozzie Areu
- Jason Blum
- Uwe Boll
- Dana Brunetti
- Nicolas Cage
- Allan Carr
- Robert Chartoff
- Dan Clarke
- John Davis
- Dino De Laurentiis
- Dean Devlin
- Susan Downey
- Roland Emmerich
- Randall Emmett
- Jason Friedberg
- Todd Garner
- Brian Goldner
- Charles Gordon
- Duncan Henderson
- Wolfgang Herrold
- E.L. James
- Lawrence Kasdan
- Kathleen Kennedy
- Avi Lerner
- Mike Lobell
- George Lucas
- Alan Marshall
- Frank Marshall
- Lee Mays
- Rick McCallum
- Sam Mercer
- Stephenie Meyer
- Jimmy Miller
- Julius R. Nasso
- Steven Paul
- Jon Peters
- Charles Roven
- Albert S. Ruddy
- Scott Rudin
- Steven Seagal
- Aaron Seltzer
- M. Night Shyamalan
- Steve Tisch
- Clayton Townsend
- Matthew Vaughn
- Andrew G. Vajna
- Marlon Wayans
- Shawn Wayans
- Les Weldon
- Charles B. Wessler
- Robert Zemeckis